# Cuarnens
Cuarnens (toponimo francese) è un comune svizzero di 481 abitanti del Canton Vaud, nel distretto di Morges.

## Monumenti e luoghi d'interesse

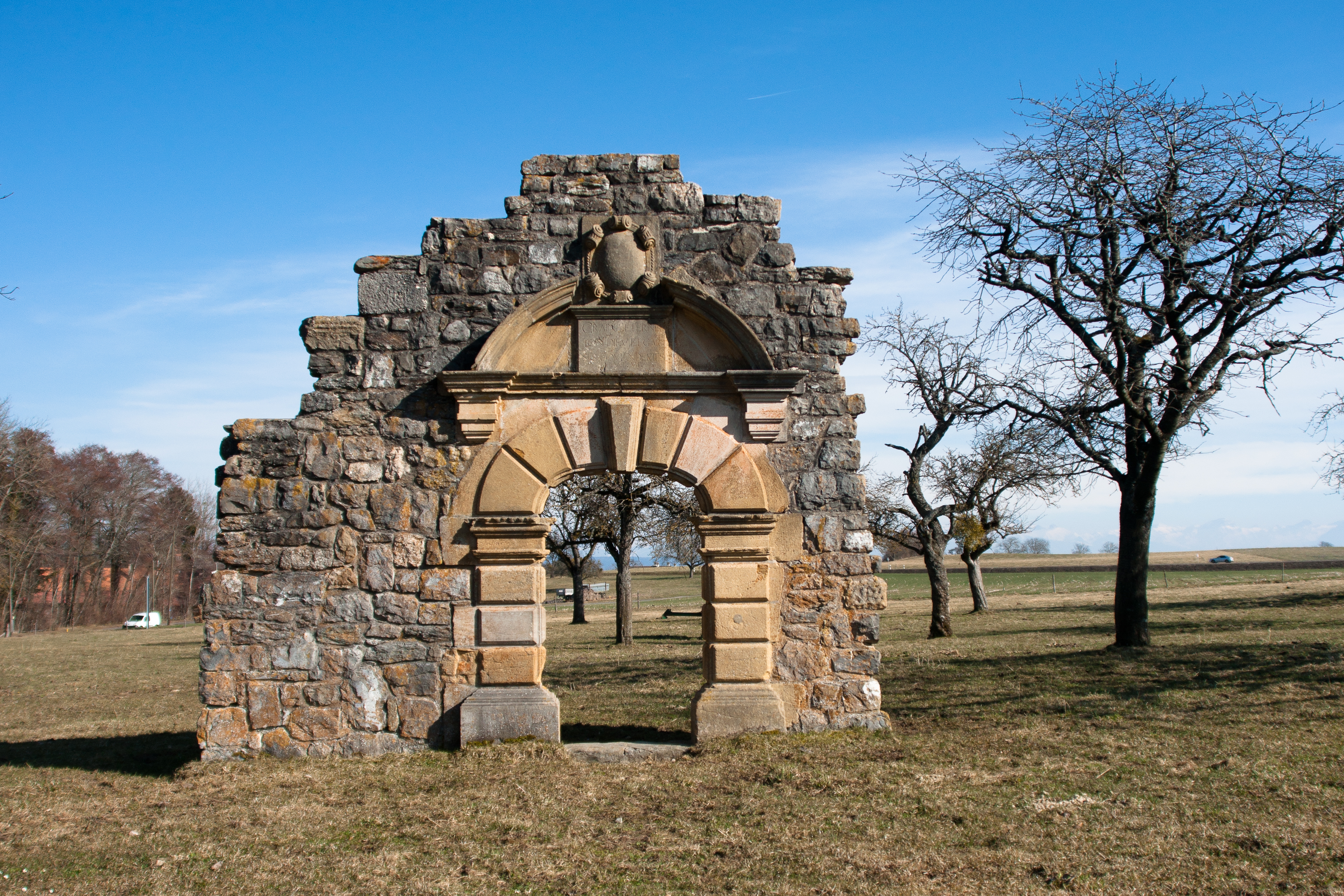
Il portale del castello della Grange

- Chiesa riformata di San Desiderio, attestata dal 1001 e ricostruita 1733-1737[1];
- Portale (risalente al 1637) del castello della Grange, eretto nel XII secolo e demolito nel 1928[1].

## Società

### Evoluzione demografica
L'evoluzione demografica è riportata nella seguente tabella:
Abitanti censiti

## Amministrazione
Ogni famiglia originaria del luogo fa parte del cosiddetto comune patriziale e ha la responsabilità della manutenzione di ogni bene ricadente all'interno dei confini del comune.